# İznik
İznik je stari grad na zapadu Turske – Male Azije (Anatolija), koji je poznat kao mjesto održavanja dva povijesna sabora Prvi nicejski sabor i Drugi nicejski sabor, rane kršćanske Crkve. 
Grad se nalazi na istočnoj obali jezera Askalion, na nadmorskoj visini od 90 m, a danas ima oko 15.000 stanovnika. Grad je imao burnu prošlost.
Tijekom osmanske vladavine (1331. – 1918.) grad je postao središte proizvodnje čuvene plave Iznik keramike. Najveće turističke atrakcije u gradu su stare gradske zidine.

### Ostale atrakcije
- Imaret (gradski muzej)
- Rimski teatar
- Berberov kamen
- Kasijev obelisk

U Niceji su rođeni veliki starogrčki astronom Hiparh (Hipparchus) i matematičar i astronom, Sporije (Sporus).

## Vanjske poveznice
- Prikaz prošlosti i turističkih atrakcija Nikeje (engl.) (tur.)
- Plan Nikeje s važnim građevinama i 3D prikaz njihovog položaja (tur.)